# Distrikt Acobamba (Acobamba)
Der Distrikt Acobamba liegt in der Provinz Acobamba in der Region Huancavelica im südwestlichen Zentral-Peru. Der Distrikt wurde am 15. Januar 1943 gegründet. Er besitzt eine Fläche von 123 km². Beim Zensus 2017 lebten 8980 Einwohner im Distrikt. Im Jahr 1993 lag die Einwohnerzahl bei 8573, im Jahr 2007 bei 9853. Die Distriktverwaltung befindet sich in der 2940 m hoch gelegenen Provinzhauptstadt Acobamba mit 5431 Einwohnern (Stand 2017).

## Geographische Lage
Der Distrikt Acobamba liegt zentral in der Provinz Acobamba. Der Distrikt befindet sich im ariden Andenhochland. Der Hauptort Acobamba befindet sich 44 km ostsüdöstlich der Regionshauptstadt Huancavelica. Der Fluss Río Mantaro fließt entlang der nordöstlichen Distriktgrenze nach Südosten, der Río Urubamba, ein Zufluss des Río Cachi, entlang der südlichen Distriktgrenze ebenfalls in Richtung Südosten. Die Flussläufe von Río Huancapara und Río Pariahuanca bilden im Süden die westliche und östliche Distriktgrenze.
Der Distrikt Acobamba grenzt im Nordosten an die Distrikte El Carmen und Locroja (beide in der Provinz Churcampa), im Osten an die Distrikte Caja und Pomacocha, im Süden an die Distrikte Congalla, Huanca Huanca und Callanmarca (alle drei in der Provinz Angaraes), im Westen an den Anta sowie im Nordwesten an den Distrikt Rosario.